# Kenza Farah
Kenza Farah właściwie Farah Maouche (ur. 8 lipca 1986 w Bidżaja, Algieria) – francuska piosenkarka o algierskich i kabylskich korzeniach, dorastała w Marsylii we Francji.

## Dyskografia
- 2007 Authentik
- 2008 Avec Le Coeur
- 2010 Trésor